# Vingt-septième circonscription de Tokyo
La vingt-septième circonscription de Tokyo (東京都第27区, Tōkyō-to dai-nijū-nana-ku) est l'une des trente circonscriptions législatives que compte la préfecture métropolitaine de Tokyo.

## Description géographique
Depuis 2022, la vingt-septième circonscription de Tokyo comprend l'arrondissement spécial de Nakano et une partie de l'arrondissement de Suginami,.

## Députés
| Législature | Début de mandat | Fin de mandat | Député élu      | Parti politique | Parti politique |
| ----------- | --------------- | ------------- | --------------- | --------------- | --------------- |
| 50e         | 2024            | -             | Akira Nagatsuma |                 | PDC             |

## Résultats électoraux
| Parti | Parti                           | Candidat        | Vote    | Vote |
| Parti | Parti                           | Candidat        | Voix    | %    |
| ----- | ------------------------------- | --------------- | ------- | ---- |
|       | Parti démocrate constitutionnel | Akira Nagatsuma | 112 388 | 54,6 |
|       | Parti libéral-démocrate         | Yūichi Kurosaki | 59 952  | 29,1 |
|       | Sanseitō                        | Meiko Ishikawa  | 22 947  | 11,1 |
|       | Indépendant                     | Kōjirō Ishikura | 10 542  | 5,1  |